# Мордовичі
Мордовичі (рос. Мордовичи) — присілок в Великолуцькому районі Псковської області Російської Федерації.
Населення становить 50 осіб. Входить до складу муніципального утворення Переслегинська волость.

## Історія
Від 2014 року входить до складу муніципального утворення Переслегинська волость.

## Населення
| 2001 | 2010 |
| ---- | ---- |
| 40   | ↗50  |